# 2S3 Akatsiya
Il 2S3 Akatsiya (in cirillico: Ака́ция), anche noto con il nome di progetto Oggetto 303, è un semovente d'artiglieria di origine sovietica, sviluppato dalla Uraltransmaš negli anni '60 in risposta all'M109 statunitense ed entrato in servizio presso le forze armate sovietiche nel 1971.
Progettato per neutralizzare obiettivi fortificati, posti d'osservazione, difese aeree e mezzi corazzati, è dotato di un cannone da 152 mm con cui è in grado di ingaggiare bersagli distanti, nelle versioni più recenti, fino a 20 km. Ricevuto il battesimo del fuoco in Afghanistan durante l'occupazione sovietica, ha partecipato a numerosi conflitti tra cui la prima Guerra del Golfo, le guerre civili libiche, il conflitto siriano e lo scontro in Nagorno-Karabakh del 2020.
Costantemente aggiornato, è stato prodotto in più versioni denominate 2S3M introdotta nel 1975, 2S3M1 del 1987 e 2S3M2 entrata in servizio nel 2006. La più recente in ordine cronologico è la 2S3M3 dotata di controllo del fuoco digitale e nuovi apparati di tiro al 2021 in consegna presso le forze armate della Federazione Russa.

## Storia
I primi due prototipi furono costruiti alla fine del 1968. I test finirono nel 1969 e portarono alla luce problemi riguardanti i gas prodotti del lancio intensivo di proiettili. Per questo il semovente entrò in servizio solo nel 1971. La produzione di serie fu affidata alla UZTM che ne produsse nove fra il 1970 e il 1971 e nel 1973 la fabbrica ricevette un ordine di 70 pezzi. La produzione terminò nel 1993.

## Caratteristiche
Il cannone utilizzato dal 2S3 è lo stesso del semovente ShKH-77, basato sul sovietico D-20 ed è conosciuto come D-22 o 2A33, capace di sparare proiettili con testate atomiche. Lo scafo è una versione accorciata del lanciatore di missili SA-4 Ganef dello sminatore GMZ. È dotato di protezione NBC (cioè per armi Nucleari, Batteriologiche, Chimiche) ma non era anfibio come il simile 2S1. Il compartimento di guida, la trasmissione e il motore sono posizionati nella parte anteriore e i sistemi d'arma con torretta rotante nella parte posteriore.
A causa della mancanza di spazio all'interno i due uomini addetti al rifornimento dovevano seguire il semovente a piedi, e passare le munizioni attraverso due portelli posteriori.

### Armamento
Il cannone da 152.4 mm L/27 ha un angolo di tiro da -4° a + 60° e una cadenza di fuoco di 2,6-3,5 colpi al minuto.
Il deposito munizioni è diviso in due parti, una all'interno della torretta (circa 40 colpi) e una dietro lo scafo. Può sparare proiettili OF-25 HE-Frag 43.56-kg a una distanza di 18,5–24 km a seconda della carica usata e del tipo di proiettile. Fra gli altri proiettili utilizzabili ci sono il BP-540 HEAT-FS, missili a guida laser, proiettili assistiti a razzo, bengala, testate nucleari fino a 2 kt e fumogeni. L'armamento secondario è costituito da una mitragliatrice da 7.62 mm per difesa antiaerea e a distanza ravvicinata.
La dotazione tipica era di 18 per divisione sovietica, assegnati al reggimento d'artiglieria di supporto. Ogni divisione corazzata e di fanteria motorizzata ne aveva a disposizione 18.

## Versioni
- 2S3: versione base, prodotta fra il 1970 e il 1975
- 2S3M: versione del 1975 equipaggiato con un sistema di carico automatizzato a dodici colpi. Capacità munizioni aumentata a 46 ed espansa a proiettili a guida laser.
- 2S3M1: versione del 1987 equipaggiata con strumenti digitali e con nuovi sistemi di mira. Tutte le precedenti versioni sono state aggiornate a questa.
- 2S3M2: versione dotata di cannone M-385 da 155mm con controllo automatico del fuoco e GPS. Sviluppato nel 2000.[7] Gittata 17 km.
- 2S3M3: versione in consegna a partire dal 2021, dotata di controllo del fuoco digitale e sistemi di navigazione e comunicazione satellitare. Gittata 20 km.

## Utilizzatori

### Attuali
- Russia
- Bielorussia
- Siria
- Iraq
- Ucraina

### Passati
- Unione Sovietica
- Libia